# سیدر بلاف (ناکسویل)
سیدر بلاف (به انگلیسی: Cedar Bluff) یک منطقهٔ مسکونی در ایالات متحده آمریکا است که در تنسی واقع شده‌است. سیدر بلاف ۲۸۷ متر بالاتر از سطح دریا واقع شده‌است.